# أهسونوتلي
أهسونوتلي (بالإنجليزية: Ahsonnutli)‏ خالق السماء والأرض عند قبائل النافاهو في أمريكا الشمالية. ويعتبر معبودا خنثويا، وقد سمي «الخنثى الفيروزية».

## معرض صور

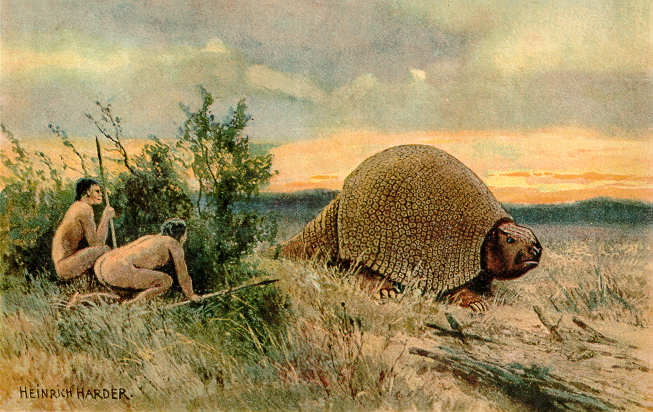
رسم توضيحي للسكان الأصليين وهم يصطادون غليبتودون.
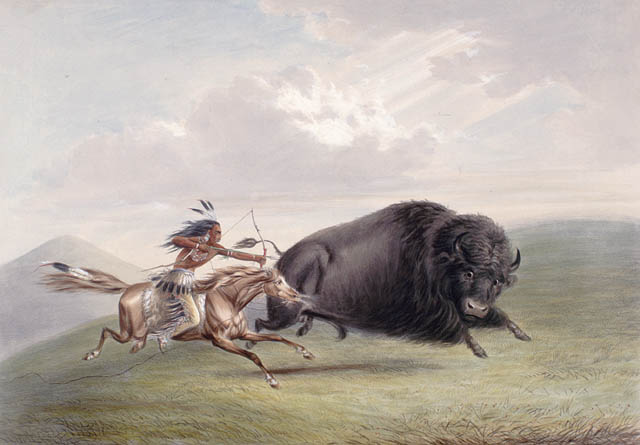
مطاردة البيسون يصورها جورج كاتلين.
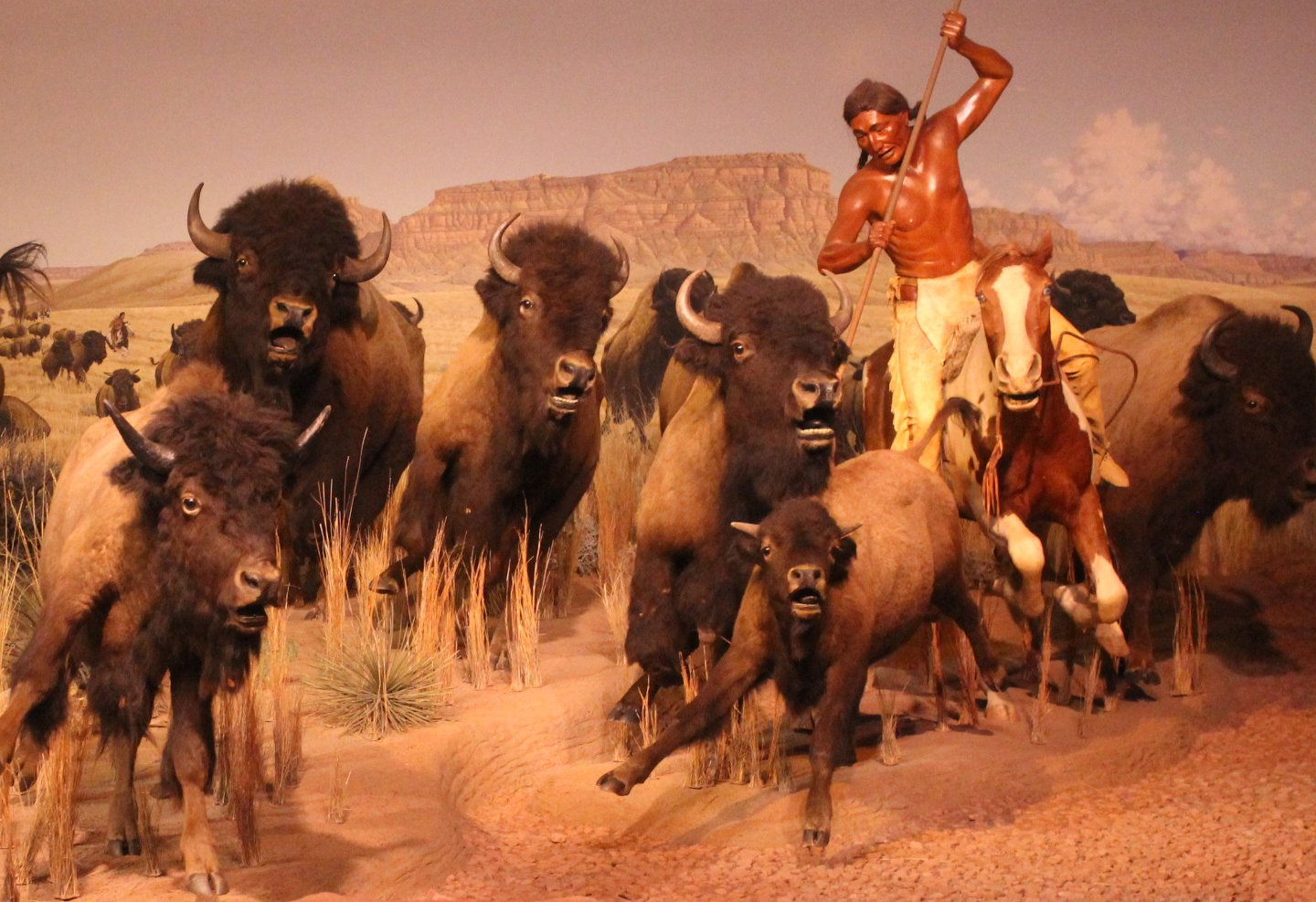
مطاردة حيوان البيسون من قبل أحد السكان الأصليين.
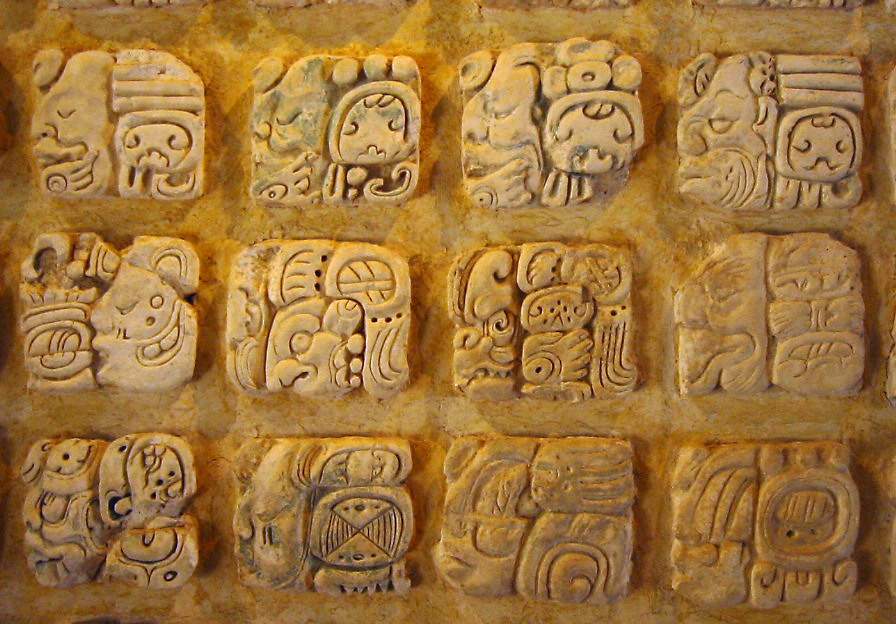
صورعلى الجص من المايا في متحف Sitio في بالينكو، المكسيك.
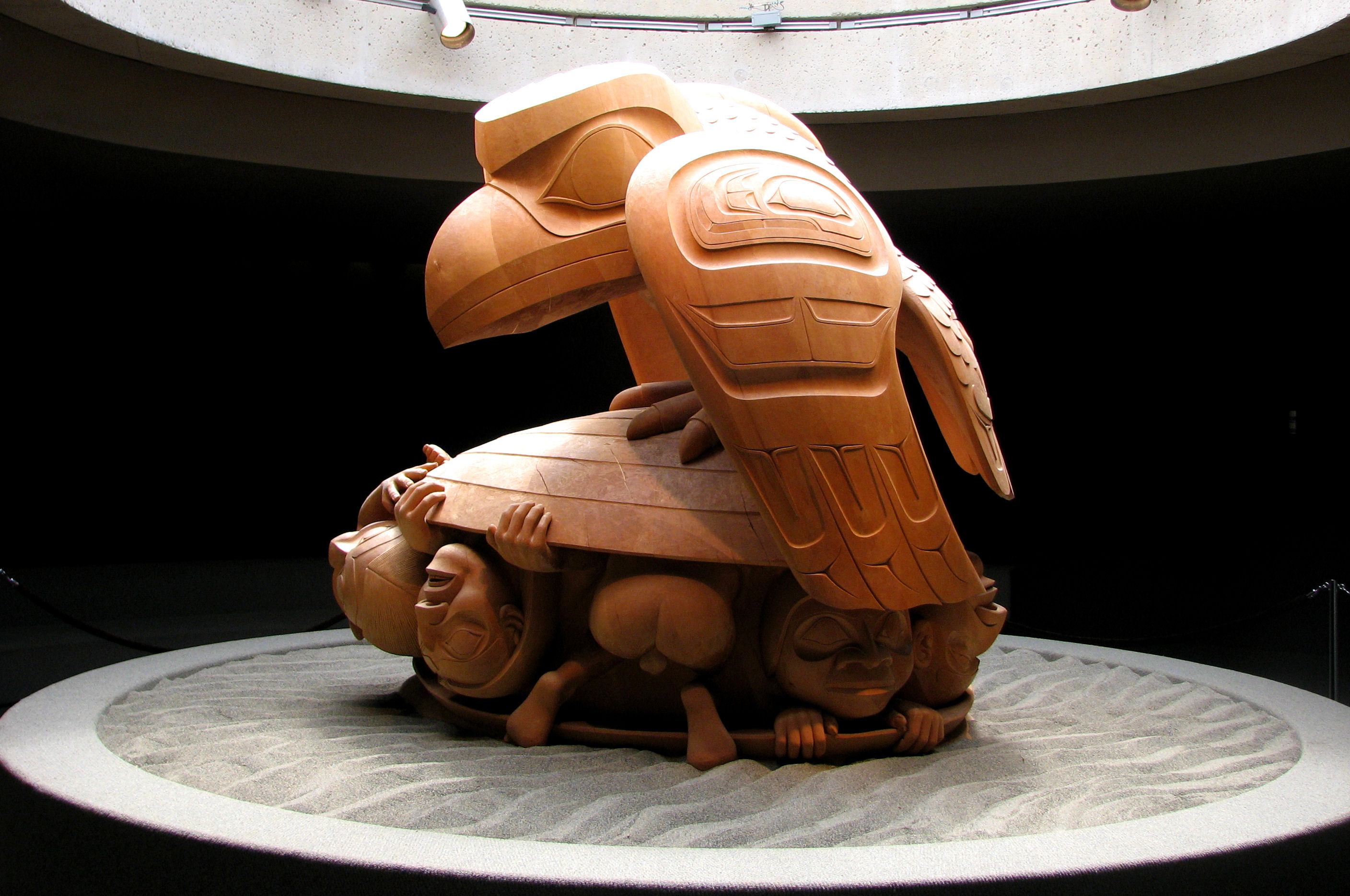
الغراب والرجل الأول. يمثل الغراب شخصية المحتال المشترك في العديد من الأساطير.